# Časová osa

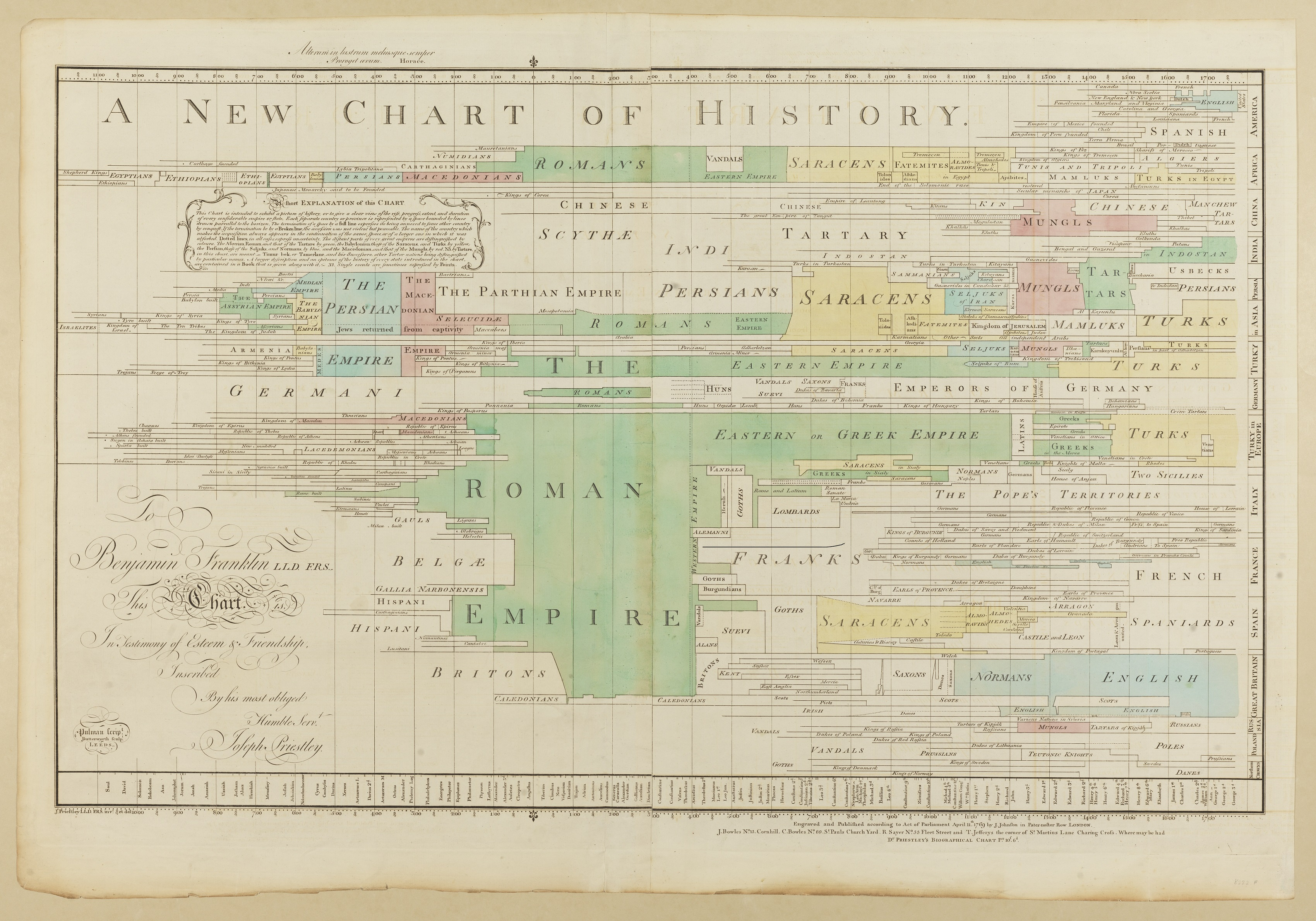
Joseph Priestley: A New Chart of History

Časová osa je metoda chronologického uspořádání a vizualizace událostí. Pomocí umístění souboru záznamů či událostí na úsečce / liště / pravítku umožňuje nejen jejich názorné seřazení, ale také zasazení těchto událostí, osobností či míst do časového kontextu. Časové osy využívají typicky vědní obory spojené s historií, zejména pak k pedagogickým účelům, neboť jejich pomocí lze poskytnout dobrý přehled o časové souslednosti. Využívají se však i např. v projektovém managementu k časovému zasazení jednotlivých kroků či úkolů v průběhu technologického vývoje (roadmap) nebo v marketingu k představení vývoje produktu či firmy aj.

## Historie
Již v roce 1753 publikoval Jacques Barbeu-Dubourg svoji Carte chronographique, jež byla představována více než 16metrovým pruhem papíru zasazeným do pouzdra, které umožňovalo pomocí madel posouvat časové záznamy. V této „chronografické mapě“ byly zaznamenány události od stvoření světa po autorovu současnost a k vyznačení určitých typů událostí, osobností či jejich povolání byly využity symboly, podobně jako se užívají symboly k vyznačení prvků v zeměpisných mapách. Dalším autorem časových os byl anglický teolog Joseph Priestley, který publikoval v roce 1765 biografickou mapu A Chart of Biography a v roce 1769 A New Chart of History.

## Charakteristika

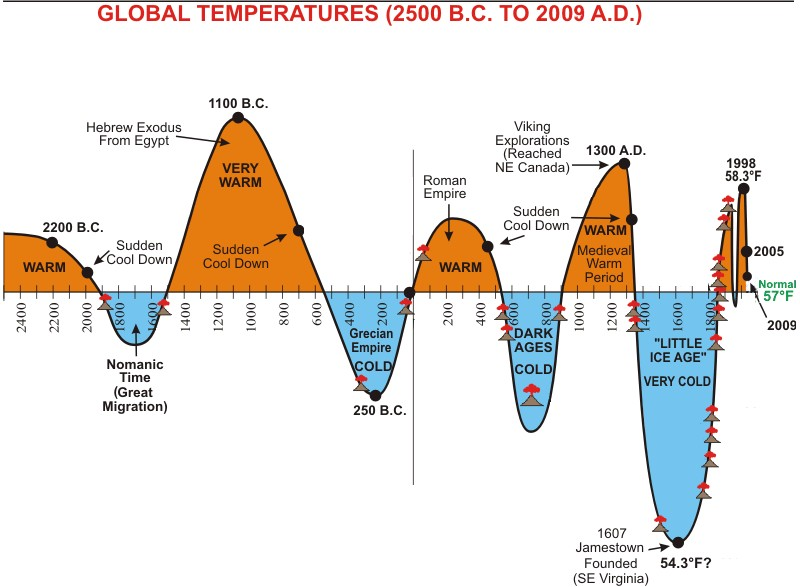
Příklad spojité časové osy zaznamenávající globální teplotu

Měřítko časové osy může být ordinární, diskrétní, nebo spojité. Při použití ordinárního měřítka jsou události uspořádány v pořadí, v němž se udály, a vazby mezi nimi určují pouze vzájemnou následnost (co následuje po čem). Diskrétní měřítko zobrazuje čas v celých číslech, události jsou přiřazené např. ke kalendářním rokům či dnům. Spojité měřítko mapuje čas v reálných číslech a poskytuje nejpřesnější zasazení událostí. Kromě většinově využívané lineární stupnice se pro některé účely může použít i stupnice logaritmická. Granularita znamená míru detailu, v němž osa čas rozlišuje, na menší či větší abstraktní úrovni. Základní jednotkou fyzikální veličiny času je přitom sekunda a jejími násobky jsou minuta, hodina a den. Pro delší časová období se však užívají i kalendářní dny, týdny, měsíce a roky, které mohou být proměnné (např. kalendářní dny mění délku při střídání letního a zimního času, měsíce mají proměnný počet kalendářních dní, roky zahrnují i přestupné roky s odlišným počtem dní).
Data zaznamenávaná do časové osy mohou mít povahu momentových entit či intervalových entit. Momentová entita je navzdory svému skutečnému trvání považována v časové ose za jediný okamžik, např. ceremoniál korunovace je přiřazen k určitému dnu, měsíci, případně roku, přestože reálně trval jen několik hodin. Intervalová entita představuje záznam ohraničený začátkem a koncem jako dvěma odlišnými časovými údaji a doba mezi nimi se označuje jako trvání entity. Např. život osoby je ohraničený jejím narozením a úmrtím, válečný konflikt vyhlášením války a uzavřením míru apod.

## Odkazy

Časová osa historie světa z Encyclopædia Britannica 1780.